# علاقات أوكرانيا الخارجية

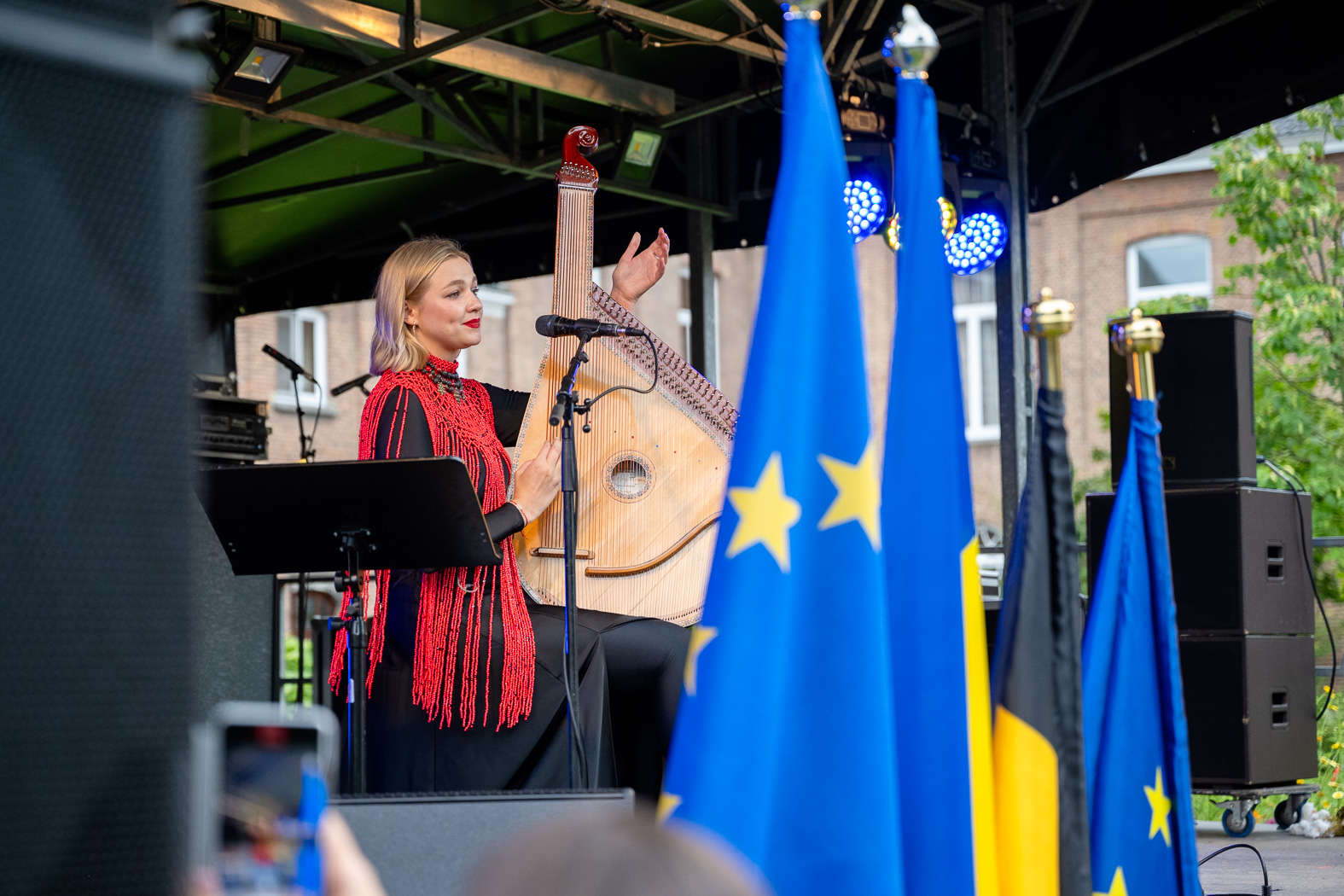
في الذكرى الثانية والثلاثين لاستقلال أوكرانيا، يتواجد مجتمع الاتحاد الأوروبي في غريمبيرجين لتكريم الشعب الأوكراني

لأوكرانيا علاقات رسمية مع العديد من الدول، وأنشأت في العقود الأخيرة علاقات دبلوماسية مع عدد أكبر من الدول. تلتزم علاقات أوكرانيا الخارجية بعدد من الأولويات الرئيسية التي حددتها السياسة الخارجية الأوكرانية.

## العلاقات مع العالم الغربي
تنظر أوكرانيا إلى التكامل الأوروبي-الأطلسي باعتباره الهدف الرئيسي في سياستها الخارجية، بيد أنها في الواقع توازن بين علاقتها مع أوروبا والولايات المتحدة وعلاقات قوية مع روسيا. في 1 مارس من العام 1998، دخلت اتفاقية الشراكة والتعاون بين الاتحاد الأوروبي وأوكرانيا حيز التنفيذ. وقد حثّ الاتحاد الأوروبي أوكرانيا على تنفيذ بنود اتفاقية الشراكة والتعاون بصورة كاملة قبل بدء المناقشات بخصوصها. تُقِرّ الاستراتيجية المشتركة للاتحاد الأوروبي تجاه أوكرانيا، والتي صدرت في قمة الاتحاد الأوروبي في ديسمبر 1999 في هلسنكي، تقرّ بتطلعات أوكرانيا على المدى الطويل، ولكنها لا تناقش مسألة ضمّها إلى الاتحاد.
في 31 يناير 1992، انضمت أوكرانيا إلى ما كان يُعرف باسم مؤتمر الأمن والتعاون في أوروبا آنذاك (والتي أصبح اسمها الآن منظمة الأمن والتعاون في أوروبا)، وفي 10 مارس 1992، أصبحت عضوًا في مجلس الشراكة الأوروبية الأطلسية. لأوكرانيا كذلك علاقة وثيقة مع الناتو، وأعلنت عن رغبتها بالحصول على العضوية فيه. كما تُعتبر أوكرانيا العضو الأكثر فعاليةً في منظمة الشراكة من أجل السلام التابعة لحلف شمال الأطلسي. أشار الرئيس السابق فيكتور يوشتشينكو إلى دعمه انضمام أوكرانيا إلى الاتحاد الأوروبي مستقبلًا. جمّدت أوكرانيا الخطط الساعية لحصولها على عضوية الناتو عقب الانتخابات الرئاسية الأوكرانية في العام 2010 والتي انتُخب فيها فيكتور يانوكوفيتش رئيسًا.
فضّل يانوكوفيتش إبقاء أوكرانيا دولةً غير منحازة. وقد تجسد هذا في 3 يونيو 2010 عندما أسقطَ المجلس الأعلى الأوكراني (البرلمان)، بأغلبية 226 صوتًا، هدفَ «الاندماج في الأمن الأوروبي الأطلسي وعضوية الناتو» من إستراتيجية الأمن القومي للبلاد، مما منح البلاد وضع عدم الانحياز. إنما بقي «التكامل الأوروبي» جزءًا من إستراتيجية الأمن القومي لأوكرانيا، ولم يُستَبعد التعاون مع الناتو.
في حينها اعتبرت أوكرانيا العلاقات مع الناتو شراكةً. واستمرت أوكرانيا مع الناتو في عقد ندواتٍ وتدريبات تكتيكية واستراتيجية مشتركة. بعد الإطاحة بيانوكوفيتش في فبراير 2014 وعلى إثر الحرب الروسية الأوكرانية، جددت أوكرانيا مساعيها للحصول على عضوية الناتو. في 23 ديسمبر 2014، ألغى المجلس الأعلى الأوكراني، بأغلبية 303 أصوات، حالة عدم انحياز أوكرانيا.

## العلاقات مع دول رابطة الدول المستقلة
تتّسم علاقات أوكرانيا مع روسيا بالتعقيد نظرًا لاعتمادها على الطاقة الروسية وحالة متأخرات السداد. بالرغم من ذلك، فقد تحسنت العلاقات في العام 1998 بعد التوقيع على معاهدة الصداقة والتعاون الثنائية. كما وقع الجانبان عددًا من الاتفاقيات بخصوص التوزيع النهائي لأسطول البحر الأسود السوفييتي السابق والتصرف فيه، وهو ما أسهم في خفض حدة التوترات.
أصبحت أوكرانيا عضوًا (غير رسمي) ضمن رابطة الدول المستقلة في 8 ديسمبر 1991. وفي يناير 1993، رفضت المصادقة على مشروع ميثاق لتعزيز العلاقات السياسية، والاقتصادية، والدفاعية، بين أعضاء رابطة الدول المستقلة، وأوقفت مشاركتها بصورة كاملة كعضو في مارس 2014. وأوكرانيا عضو مؤسس في منظمة غوام للتطوير الديمقراطي والاقتصادي (التي تضم جورجيا – أوكرانيا – أذربيجان – مولدوفا).
بين الأعوام 1999–2001، عملت أوكرانيا عضوًا غير دائم في مجلس الأمن التابع للأمم المتحدة. انضمت أوكرانيا السوفييتية إلى الأمم المتحدة في العام 1945 بصفتها عضوًا أصليًا بعد التوصل إلى تسوية غربية مع الاتحاد السوفييتي، الذي طالب بمقاعد لجميع جمهوريات الاتحاد الخمسة عشر. لطالما حرصت أوكرانيا على دعم التسويات السلمية والمفاوضات لفض النزاعات. وقد شاركت في المحادثات الرباعية حول الصراع في مولدوفا، ودعمت الحل السلمي للصراع في دولة جورجيا بعد سقوط الاتحاد السوفييتي. كما أسهمت أوكرانيا بصورة كبيرة في عمليات الأمم المتحدة لحفظ السلام منذ العام 1992.
فُصل ليونيد ديركاتش (رئيس خدمة أمن أوكرانيا، وهو جهاز أمن الدولة الأوكراني الذي حل محلّ جهاز الاستخبارات السوفييتية)، فُصل بتأثير من الضغط الغربي بعد ترتيبه بيع أنظمة رادار للعراق في الوقت الذي كانت هذه المبيعات مشمولة بالحظر.

## النزاعات الدولية

### بيلاروسيا
لم تتم عملية التصديق على معاهدة الحدود للعام 1997 مع بيلاروسيا بسبب المطالبات المالية التي لم يُبتّ فيها، مما أدى إلى وقف ترسيم الحدود وتدني نسبة الأمن الحدودي.

### روسيا
يُعتبر ترسيم الحدود البرية مع روسيا غير مكتمل، بيد أن الطرفين اتفقا على تأجيل الترسيم. ما تزال الحدود البحرية في بحر آزوف ومضيق كيرتش دون تسوية، بالرغم من التوصل إلى اتفاقٍ عامّ في ديسمبر 2003 والمناقشات الجارية على مستوى الخبراء. في قمة الناتو وروسيا في العام 2008، يُقال إن رئيس الوزراء، في حينها، فلاديمير بوتين أعلن أنه إذا انضمت أوكرانيا إلى الناتو، فستسعى بلاده لضمّ شرق أوكرانيا وشبه جزيرة القرم.
ابتداءً من نوفمبر 2013، تسبّب قرار الرئيس الأوكراني فيكتور يانوكوفيتش بالتراجع عن توقيع اتفاقية التكامل مع الاتحاد الأوروبي في دفع البلاد إلى فترة من الاضطرابات المدنية بين الأوكرانيين الراغبين بالاندماج مع الاتحاد الأوروبي وأولئك الراغبين في تكوين علاقات أوثق مع روسيا. بلغت تلك الاضطرابات ذروتها في الثورة الأوكرانية 2014 (ثورة الكرامة). استغلت روسيا حالة الاضطراب السياسي تلك وضمت شبه جزيرة القرم في مارس 2014، على الرغم من مطالبة أوكرانيا المستمرة بالسيادة على الإقليم. كما يُزعم أن روسيا دعمت القوات الانفصالية في حرب دونباس. في ديسمبر 2015، وردت أنباء عن اختراق قراصنة روس لشبكات الكهرباء في أوكرانيا، مما أدى إلى انقطاع التيار الكهربائي وانتشار حالة من الرعب على نطاق واسع.
في 24 فبراير 2022، قُطعت العلاقات الدبلوماسية مع روسيا نتيجةً للغزو الروسي لأوكرانيا 2022.

### مولدوفا
أنشأت مولدوفا وأوكرانيا مراكز جمركية مشتركة لمراقبة الحركة الحدودية عبر منطقة ترانسنيستريا الانفصالية في مولدوفا والتي ما تزال تحت إشراف منظمة الأمن والتعاون في أوروبا.

### رومانيا
عن طريق محكمة العدل الدولية، توصلت أوكرانيا ورومانيا إلى تسوية لنزاعهما على جزيرة الثعبان التابعة للإدارة الأوكرانية والحدود البحرية للبحر الأسود. يذكر كتاب حقائق العالم الصادر عن وكالة الاستخبارات المركزية الأمريكية أن «رومانيا تعارض إعادة فتح أوكرانيا قناةً ملاحيةً عند حدود نهر الدانوب عبر أوكرانيا حتى البحر الأسود».

#### الترويج للاستثمارات
تحت إشراف الوكالة الرسمية للاستثمار والمشاريع الوطنية (المشاريع الوطنية) أُنشئت المؤسسة الحكومية إنفيست يوكرين لتكون بمثابة نافذة واحدة للمستثمرين ولتقديم خدمات الاستشارات الاستثمارية.